# 2021 у Черкаській області
Стаття присвячена головним подіям Черкаської області у 2021 році.
Рішенням Черкаської обласної ради від 11.09.2020, 2021-й оголошено Роком Агатангела Кримського — на честь 150-річчя від дня народження видатного українського історика, письменника і перекладача.

## Ювілеї

### Видатних людей
- 15 січня — 150 років з дня народження Агатангела Кримського (1871—1942), історика, мовознавця, письменника і перекладача.
- 16 квітня — 110 років з дня народження Феодосія Федченка (1911—2002), українського метролога, фізика-експериментатора і винахідника.
- 20 квітня — 130 років з дня народження Юрія Тютюнника (1891—1930), українського військового діяча.
- 14 вересня — 100 років з дня народження Івана Лисенка (1921—1997) — заслуженого майстра народної творчості України.
- 20 вересня — 130 років з дня народження Павла Филиповича (1891—1937), поета та літературознавця.
- 26 вересня — 150 років з дня народження Івана Піддубного (1871—1949), українського спортсмена-борця.
- 29 грудня — 130 років з дня народження Володимира Симиренка (1891—1938), українського селекціонера.

### Річниці заснування, утворення
- 225 років від часу заснування Національного дендрологічного парку «Софіївка» НАН України
- 100 років від часу заснування Черкаського національного університету імені Богдана Хмельницького
- 100 років від часу заснування Тальянківського агротехнічного коледжу
- 60 років від часу заснування Черкаського музичного коледжу ім. С. С. Гулака-Артемовського
- 30 років від часу заснування телекомпанії «Вікка»

## Події

### Пандемія коронавірусної хвороби
- 24 лютого — в Україні вакцинували першу людину від коронавірусу вакциною Ковішелд від AstraZeneca — ним став лікар-реаніматолог з м. Черкаси[1].
- 11 березня — сумарна кількість хворих на COVID-19 у Черкаській області досягла 50 тисяч осіб[2].
- 25 березня — 13 травня у Черкаській області було встановлено червоний рівень епідеміологічної небезпеки[3].
- 12 квітня повідомлено, що в Черкаській області вакциною Ковішелд щеплено 16 198 людей. Усі отримані дози вакцини використано.[4]
- 15 квітня у Черкасах розпочався процес вакцинації населення проти коронавірусу препаратом CoronaVac китайської компанії Sinovac Biotech[5].
- 19 квітня в Черкаській області розпочали щеплення вакциною Комірнаті від Pfizer/BioNTech[6].
- 12 червня у Черкасах вперше в області відкрито Центр вакцинації від COVID-19[7].
- 12 листопада — 23 грудня у Черкаській області було встановлено червоний рівень епідеміологічної небезпеки[8].
- 28 грудня — у Черкаській області розпочали вакцинацію бустерною дозою медичних працівників та працівників інтернатів[9].

### Політика
- 29 січня — Олександра Скічка призначено головою Черкаської обласної державної адміністрації[10].
- 20 жовтня — президент України Володимир Зеленський з робочим візитом відвідав Черкаську область. Зокрема, побував у м. Каневі, де оглянув новий Шевченківський центр; у м. Золотоноша та в Головному центрі підготовки особового складу Державної прикордонної служби України імені генерал-майора Ігоря Момота.[11]
- 31 жовтня у Черкаській області в 197 окрузі відбулися довибори до Верховної Ради. Вони відбувались через перехід на посаду голови Черкаської ОДА народного депутата Олександра Скічка. На виборах найбільшу кількість голосів отримав мер м. Золотоноша Віталій Войцехівський (Слуга народу); другий за рейтингом — Владислав Голуб (самовисуванець), третій — Роман Сущенко (Європейська Солідарність).[12]

### Інші події
- 9 березня — після тривалої реконструкції після пожежі 2015 року відкрито Черкаський академічний обласний український музично-драматичний театр імені Т. Г. Шевченка[13].
- 29 липня на базі Черкаського обласного кардіологічного центру вперше здійснено пересадку серця[14].
- 6 вересня — на святкування єврейського нового року Рош га-Шана в Умань прибуло близько 30 тис. хасидів з різних країн світу[15].
- 16 вересня — у Черкасах на базі обласного онкодиспансеру вперше в Україні зробили пересадку кісткового мозку від неродинного донора[16].
- 18 вересня — до 735-ї річниці від дня заснування Черкас «Укрпошта» ввела в обіг нову марку «Черкаська дамба. Кременчуцьке водосховище» та блок, який містить ще чотири художні марки про наш регіон. Це — «Палац Одружень, м. Черкаси», «Дендропарк „Софіївка“, м. Умань», «Пам'ятник Тарасу Шевченку на Чернечій горі, м. Канів» та «Свято-Вознесенська церква, с. Водяники». Їх випустили в межах серії «Краса та велич України», започаткованої в 2013 році.[17]

### Спортивні події
- 3 березня керівництво футбольного клубу «Черкащина» повідомило про зняття з чемпіонату Другої ліги 2020—2021 рр.[18].
- 6—11 березня в Черкасах вперше в історії відбувся Міжнародний титульний турнір із шахів «Konsalt Chess Master»[19].
- 4 квітня «Черкаські Мавпи» вперше зіграли у фіналі Кубку України з баскетболу, де поступилися київському «Будівельнику»[20].
- 6-11 квітня в Черкасах пройшов Міжнародний шаховий турнір «Vents Konsalt Master April»[21].
- 23 квітня — черкащанин Ілля Ковтун здобув бронзу з багатоборства на Чемпіонаті Європи зі спортивної гімнастики[22].
- 27 червня — у Черкасах вперше пройшли змагання «Ігри нескорених», в яких взяли участь команди з усії України[23].
- 16 червня — Дніпро (Черкаси) у другій лізі за результатами розіграшу Чемпіонату України з футболу 2020—2021 у групі Б зайняв сьоме місце.
- 25—31 серпня — на Літніх Паралімпійських іграх, що проходять в Токіо, черкаські спортсмени здобули 3 нагороди: 25 серпня Артем Манько — срібло у фехтуванні на візках[24]; 28 серпня — Роман Данилюк — срібло у штовханні ядра[25]; 31 серпня — Максим Коваль — золото у штовханні ядра[26].
- 2 жовтня — у чемпіонаті Черкаської області з футболу 2021 року перемогла команда «УТК» (Уманський район), на другому місці — «Зоря-Академія» (с. Білозір'я), на третьому — СК «Базис-2» (с. Кочубіївка)[27].
- 22 жовтня — Ілля Ковтун здобув бронзу в індивідуальному багатоборстві на Чемпіонаті світу зі спортивної гімнастики[28].

### Культурні події

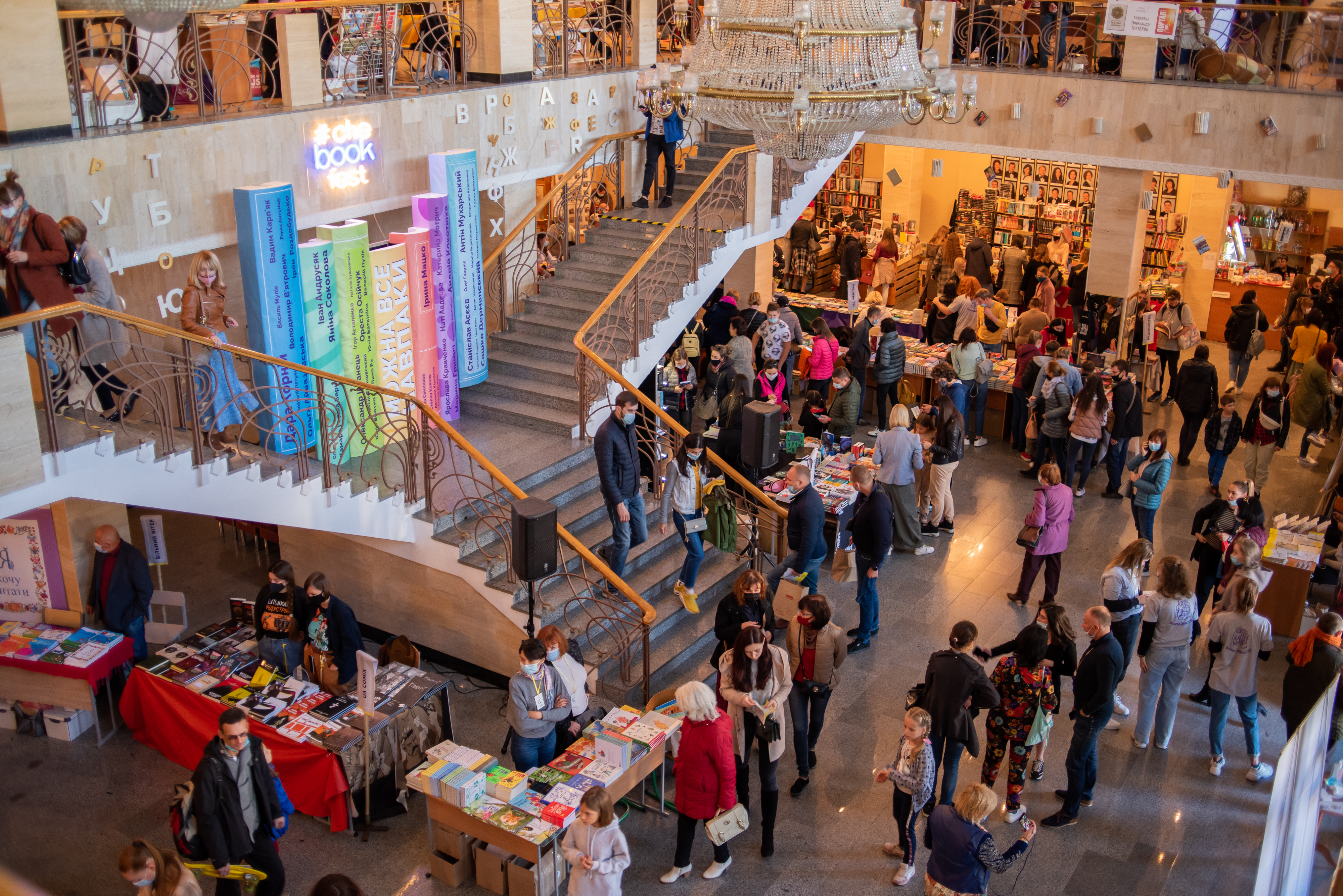
Черкаський книжковий фестиваль, 2.10.2021, м. Черкаси

- 1—3 травня — у Холодному Яру відбулося 25-те вшанування героїв Холодного Яру, яке включало різноманітні заходи[29].
- 3—6 червня поблизу Черкас пройшов 19-й щорічний Міжнародний мотофестиваль «Тарасова Гора», на який зібралися декілька тисяч учасників з 5 країн світу[30].
- 2—4 липня у Холодному Яру, біля с. Суботів, відбувся VI Всеукраїнський Фестиваль нескореної нації «Холодний Яр»[31].
- 31 липня—1 серпня — у м. Черкаси пройшов 8-й Міжнародний мотофестиваль «Дорога на Січ», на який з'їхалось понад 7 тисяч учасників[32].
- 8 серпня — біля с. Ротмістрівка пройшов третій фестиваль малої авіації ЯСЛА-2021. У ньому взяли участь близько 100 літальних апаратів.[33]
- 14 серпня — у с. Красенівка пройшло щорічне Всеукраїнське свято богатирської сили на призи пам'яті І. М. Піддубного. Під час свята відбувся турнір з греко-римської боротьби, богатирське шоу, виставки, ярмарок тощо. Захід відвідала велика кількість людей, серед яких політики, спортсмени тощо.[34]
- 21—22 серпня у с. Моринці на Звенигородщині пройшов 7-й Всеукраїнський фестиваль Тараса Шевченка Ше.Fest[35]
- 24 серпня — у Черкасах до 30-ї річниці Незалежності України пройшов Фестиваль фестивалів «Manyfest» — протягом дня у місті відбулось 30 фестивалів. Цю подію було внесено до Книги рекордів України в номінації «Найбільша кількість фестивалів протягом одного дня».[36]
- 3—4 вересня у Каневі відбувся VI міжнародний кінофестиваль імені Юрія Іллєнка. До його конкурсної програми увійшло 27 фільмів: 15 — українських та 12 — міжнародних.[37]
- 1—3 жовтня у Черкасах відбувся четвертий Черкаський книжковий фестиваль[38].

## Нагороджено, відзначено

### Державні нагороди
- 22 січня — Юлдашевій Людмилі Петрівні, керівникові гуртка Тальнівського будинку дітей та юнацтва присвоєно почесне звання Заслужений працівник освіти України[39].
- 30 березня — Татарінова Володимира Федоровича, головного балетмейстера Черкаського академічного обласного українського музично-драматичного театру ім. Т. Г. Шевченка нагороджено орденом «За заслуги» ІІІ ступеня[40].
- 17 травня — Василю Мойсієнку, історику, проректору Черкаського національного університету ім. Б. Хмельницького, присвоєно почесне звання Заслужений працівник освіти України[41].
- 28 червня[42]:
  - Темченко Юлії Сергіївні, директорові Черкаської дитячої музичної школи № 1 імені М. В. Лисенка, присвоєно почесне звання Заслужений працівник культури України;
  - Чепурній Каріні Олексіївні, головному художникові Черкаського академічного театру ляльок, присвоєно почесне звання Заслужений художник України;
  - Шкаліковій Людмилі Миколаївні, тренерові-викладачу КЗ «Школа вищої спортивної майстерності» (м. Черкаси), присвоєно почесне звання Заслужений працівник фізичної культури і спорту України.
- 23 серпня[43]:
  - Ложешнікову Олену Герасимівну, керівника філії у місті Черкаси громадської організації «Об'єднання дружин і матерів бійців учасників АТО», нагороджено Орденом Княгині Ольги ІІІ ступеня,
  - Никитюк Галину Володимирівну, бібліотекаря-організатора екскурсій Національного дендрологічного парку «Софіївка» Національної академії наук України, нагороджено Орденом Княгині Ольги ІІІ ступеня;
  - Мусієнко Катерину Петрівну, лаборанта цеху акціонерного товариства «АЗОТ», м. Черкаси, Орденом «За заслуги» ІІІ ступеня;
  - Нагорного Анатолія Івановича, директора акціонерного товариства «Черкасицивільпромпроект», Орденом «За заслуги» ІІІ ступеня;
  - Теліженку Миколі Матвійовичу, художникові-оформлювачу комунального закладу «Черкаський обласний краєзнавчий музей», присвоєно почесне звання «Народний художник України»;
  - Чернишу Вадиму Ярославовичу, технічному директорові товариства «Черкасиміськбуд», присвоєно почесне звання «Заслужений будівельник України»;
  - Молодик Катерині Юріївні, учительці Черкаського гуманітарно-правового ліцею Черкаської міської ради, присвоєно почесне звання «Заслужений учитель України»;
  - Журбі Олегу Олександровичу, завідувачеві відділення комунального некомерційного підприємства «Черкаський обласний кардіологічний центр Черкаської обласної ради», присвоєно почесне звання «Заслужений лікар України»;
  - Забєліну Олегу Павловичу, директорові позашкільного навчального закладу «Центр дитячої та юнацької творчості м. Черкаси», присвоєно почесне звання «Заслужений працівник освіти України»;
  - Чубіній Тетяні Дмитрівні, завідувачеві кафедри Черкаського інституту пожежної безпеки імені Героїв Чорнобиля Національного університету цивільного захисту України, присвоєно почесне звання «Заслужений працівник освіти України».
- 1 жовтня почесне звання Заслужений вчитель України присуджено: Радько Ірині Анатоліївні, учительці Першої міської гімназії Черкаської міської ради; Зганяйко Ірині Францівні, директорові комунального закладу "Черкаський навчально-реабілітаційний центр «Країна добра» Черкаської обласної ради[44]
- 30 листопада — Запорожцю Миколі Олексійовичу, завідувачеві відділення КП «Черкаська обласна дитяча лікарня Черкаської обласної ради» присвоєно почесне звання «Заслужений працівник освіти України»[45].

### Інші нагороди
- 10 вересня — Дяченку Олександру Миколайовичу, художньому керівнику і головному диригенту малого симфонічного оркестру Черкаської обласної філармонії присвоєно звання «Почесний громадянин Черкащини»[46]

### Премії
- Лауреаткою Літературної премії імені Тодося Осьмачки стала черкаська письменниця Валентина Коваленко за книги «Русалко з Куцівських ярів» та «Втеча»[47].
- Лауреатами обласної Краєзнавчої премії імені Михайла Максимовича стали: у номінації «За видання краєзнавчої літератури» — Чабан Анатолій Юзефович, за книгу «Щедрий стіл Середньої Наддніпрянщини» і Михняк Микола Кононович, за книгу «Були над Дніпром Трахтемирів і Монастирок: документи, спогади, світлини»; у номінації «За особливий внесок у розвиток музеїв, що функціонують та перебувають у віданні підприємств, установ та організацій» — премію присуджено директору музею історії села Красенівка імені Івана Піддубного (колишній Чорнобаївський район) Кривонос Надії Миколаївні.[48]
- Лауреатами Всеукраїнської літературної премії імені Василя Симоненка стали: у номінації «За кращий художній твір» — Михайло Сидоржевський (м. Київ) за книгу поезій у прозі «Візерунки на пергаменті часу» та Микола Слюсаревський (м. Київ) за книгу поезій «Жива мішень»; у номінації «За кращу першу збірку» — Валерій Власюк (м. Черкаси) за збірку поезій «НЕ моя, НЕМО я»[49].
- Книгою року за версією «BBC Україна» став роман черкащанина Артема Чеха «Хто ти такий?»[50].

## Створено, засновано

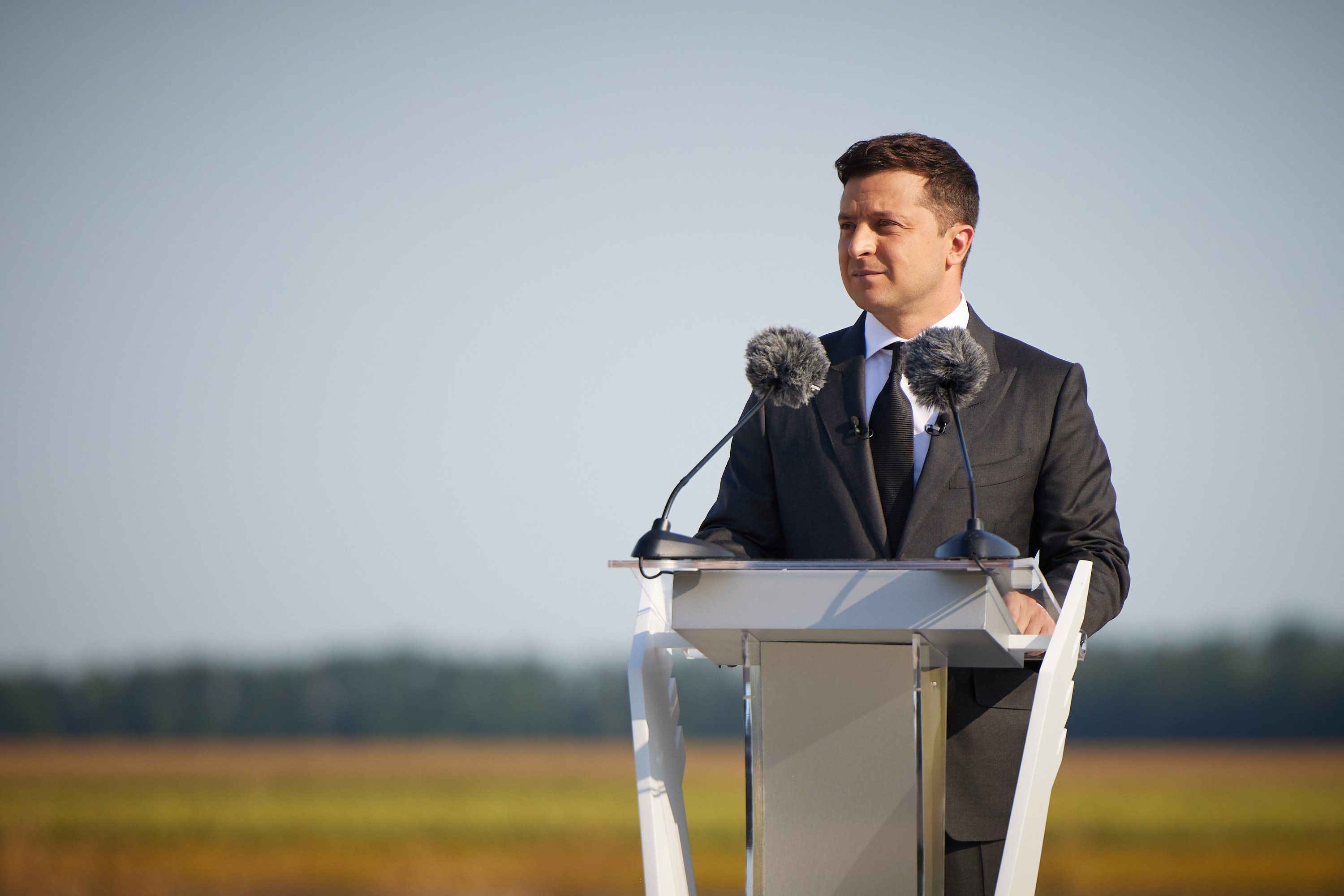
Президент України Володимир Зеленський під час відкриття арт-комплексу «Географічний центр — серце України»,23.08.2021

- 1 січня — у м. Кам'янка норвезька компанія запустили в комерційну експлуатацію сонячну електростанцію потужністю 32 МВт[51].
- 23 серпня — у селі Мар'янівка, у Географічному центрі України, було відкрито створений спеціально до 30-річчя Незалежності арт-комплекс «Географічний центр — серце України» та піднято на флагшток висотою 52 метри — найбільший на Черкащині державний стяг розміром 9 на 13 м. У відкритті арт-об'єкту взяв участь президент України Володимир Зеленський.[52]
- 9 листопада — у новозбудованому Канівському будинку культури почав працювати «Шевченко HUB»[53].

### Об'єкти природно-заповідного фонду
Рішенням Черкаської обласної ради протягом року створено об'єкти природно-заповідного фонду місцевого значення:
- ботанічні пам'ятки природи Гора Янталка, Богданів дуб, Ольжині дуби, Чижів дуб, Каштан Шевченка;
- ліндшафтні заказники Бабунін Яр, Буцький ліс, Дзензелівський, Тясминські краєвиди.

## Померли
- 16 січня — Петраускас Антанас Аугустинович, 81, директор Черкаської обасної філармонії (1982—2012), Заслужений працівник культури України[54].
- 1 лютого — Проскурня Сергій Владиславович, 63, український театральний режисер, продюсер; у минулому — художній керівник Черкаського драмтеатру[55].
- 6 лютого — Даниленко Анатолій Степанович, 67, голова Черкаської обласної державної адміністрації (1998—1999)[56].
- 15 березня — Цимбал Василь Іванович, 68, український художник, викладач Черкаської художньо школи імені Данила Нарбута[57].
- 5 квітня — Чорномаз Богдан Данилович, 73, радянський дисидент і в'язень сумління, кандидат історичних наук, Почесний громадянин міста Умані[58].
- 3 травня — Забудський Ігор Володимирович, 60, поет, прозаїк, художник, член Національної спілки письменників України, черкащанин[59].
- 11 травня — Сірий Валентин Павлович, 83, український графік, Заслужений художник України, уродженець Драбівського району[60].
- 30 травня — Слабошпицький Михайло Федотович, 74, український прозаїк, літературознавець; уродженець Черкаської області[61].
- 10 червня — Бондар Ріта Євменівна, 84, Заслужений майстер спорту СРСР з гандболу, викладач Черкаського національного університету ім. Б. Хмельницького.
- 31 жовтня — Рутківський Володимир Григорович, 84, український письменник, лауреат Національної премії України ім. Т. Шевченка (2012), уродженець Чорнобаївського району[62].

### Загиблі під часросійсько-української війни
- 6 лютого — Поліщук Назарій Іванович, 24, старший солдат 28 ОМБр, уродженець с. Вотилівка (Лисянський район). Загинув у результаті підриву на невідомому вибуховому пристрої поблизу с. Новомихайлівка (Донецька область)[63]. Нагороджений орденом «За мужність» III ступеня (посмертно).
- 11 березня — Онопрієнко Володимир Володимирович, 43, уродженець м. Драбів. Старший солдат, командир бойової машини 24 ОШБ «Айдар» 53 ОМБр отримав смертельне поранення в результаті ворожого обстрілу поблизу с. Старогнатівки Донецької області[64]. Нагороджений орденом «За мужність» III ступеня (посмертно).
- 5 квітня — Мороз Владислав Анатолійович, мешканець c. Халаїдове (Уманський район), військовослужбовець ЗСУ. Загинув у результаті кульового поранення під час ворожого обстрілу поблизу с. Спартак на Донеччині.[65] Нагороджений орденом «За мужність» III ступеня (посмертно).